# Bahnhof
Bahnhof — шведский интернет-провайдер, основанный в 1994 году шведским предпринимателем Оскаром Шварцом в городе Упсала. Первый независимый интернет-провайдер Швеции. В настоящее время[когда?] компания представлена в Стокгольме, Гётеборге, Упсале, Мальме, Бурлэнге, Умео.
Известный проект WikiLeaks использовал для своего хостинга дата-центр компании Bahnhof, который располагается внутри особо защищенного бункера Пионен, который находится в Белых горах неподалеку от Стокгольма.

## История
Bahnhof был основан в 1994 году Оскаром Шварцем. Он стал одним из первых интернет-провайдеров Швеции. 
Компания стала публично торговаться на фондовой бирже с декабря 2007 года под названием BAHN-B (Aktietorget).
11 сентября 2008 года Bahnhof открыла новый дата-центр внутри бывшего центра гражданской обороны Пионен в Белых горах в Стокгольме. Впоследствии этот дата-центр использовался проектом WikiLeaks в связи с его повышенной надежностью.

## Инциденты
10 марта 2005 года шведская полиция конфисковала четыре сервера, размещенные в помещениях Bahnhof, надеясь найти на них материалы, нарушающие авторские права. Хотя эти серверы и  были расположены недалеко от главного сервера Bahnhof (в сетевой лаборатории) сама компания утверждала, что эти 4 сервера не являлись их собственностью, поскольку они были в частной собственности работников компании. Компания также представила доказательства, показывающие, что содержавшиеся на этих серверах материалы были размещены там по запросу организации Svenska Antipiratbyrån, которая претендует на звание борца с нарушениями авторских прав.
В 2009 году Bahnhof начал тяжбу в связи с невозможностью сохранять конфиденциальные данные клиентов, включая IP-адреса — с целью отменить новые законы шведского правительства, касавшихся борьбы с незаконным совместным использованием файлов. Новый закон под названием ЕС IPRED позволял властям сохранить данные дольше, чем предусматривал на тот момент закон о защите данных, а также разрешал упрощенный порядок доступа к приватной информации лишь по запросу полиции.
После того, как веб-сайт WikiLeaks был заблокирован на веб-сервисах Amazon в декабре 2010 года, он переехал на серверные мощности от Bahnhof, поскольку председатель ресурса Джон Карлунг сообщил в интервью, что сайт подвергся сильному давлению в США после того, как была опубликована серия информации об утечках во время войны в Афганистане. Он продемонстрировал журналистам два сервера, на которых содержались данные. Также он сказал, что WikiLeaks стал клиентом провайдера Bahnhof.
В апреле 2014 года CJEU отменила директиву, которая позволяла сохранять данные пользователей интернет-провайдеров. PTS, телекоммуникационный регулятор Швеции, передал шведским провайдерам и телекоммуникационным компаниям,что им больше не придется сохранять записи звонков и интернет-трафика. После этого было проведено два правительственных расследования, которые показали, что закон о сохранении данных Швеции не нарушил обязательства страны в рамках Европейской конвенции о правах человека. После этого большая часть главных телекоммуникационных компаний Швеции оспорила это решение, но закон все равно не отменили. Bahnhof долгое время не исполняла требования закона, пока правительством не был поставлен ультиматум о необходимости соблюдения закона до 24 ноября, в противном случае компании угрожал бы штраф размером пять миллионов крон. В итоге компания привела свою работу в соответствие с требованиями закона, в качестве компенсации рисков клиентов им был предложен бесплатный VPN-сервис для минимизации отслеживания их действий шведскими властями.
В октябре 2018 года Elsevier выиграла суд, который требовал со стороны шведских интернет-провайдеров блокировать доступ к сайтам типа Sci-Hub. Когда пришло время испролнять судебный приказ Bahnhof помимо блокировки Sci-Hub также частично заблокировал и сам Elsevier. 